# Pseudodaixinoides
Pseudodaixinoides es un género de foraminífero bentónico de la subfamilia Schwagerininae, de la familia Schwagerinidae, de la superfamilia Fusulinoidea, del suborden Fusulinina y del orden Fusulinida. Su especie tipo es Pseudodaixinoides pseudoartiensis. Su rango cronoestratigráfico abarcaba desde el Kasimoviense hasta el Gzheliense (Carbonífero superior).

## Discusión
Clasificaciones más recientes incluyen Pseudodaixinoides en la superfamilia Schwagerinoidea, y en la subclase Fusulinana de la clase Fusulinata. Otras clasificaciones lo han incluido en la subfamilia Triticitinae de la familia Triticitidae.

## Clasificación
Pseudodaixinoides incluye a las siguientes especies:
- Pseudodaixinoides admirandus †
- Pseudodaixinoides cincinnatus †
- Pseudodaixinoides cucumeriformis †
- Pseudodaixinoides cylindricus †
- Pseudodaixinoides honestus †
- Pseudodaixinoides kalcagaricus †
- Pseudodaixinoides pseudoartiensis †
- Pseudodaixinoides quasiplanus †
- Pseudodaixinoides septaplicatus †